# Grand River (Iowa)
Grand River és una població dels Estats Units a l'estat d'Iowa. Segons el cens del 2000 tenia 225 habitants.

## Demografia
Segons el cens del 2000, Grand River tenia 225 habitants, 104 habitatges, i 55 famílies. La densitat de població era de 413,7 habitants/km².
Dels 104 habitatges en un 24% hi vivien nens de menys de 18 anys, en un 45,2% hi vivien parelles casades, en un 6,7% dones solteres, i en un 46,2% no eren unitats familiars. En el 41,3% dels habitatges hi vivien persones soles el 28,8% de les quals corresponia a persones de 65 anys o més que vivien soles. El nombre mitjà de persones vivint en cada habitatge era de 2,16 i el nombre mitjà de persones que vivien en cada família era de 3,02.
Per edats la població es repartia de la següent manera: un 24% tenia menys de 18 anys, un 5,3% entre 18 i 24, un 20,9% entre 25 i 44, un 19,6% de 45 a 60 i un 30,2% 65 anys o més.
L'edat mediana era de 44 anys. Per cada 100 dones de 18 o més anys hi havia 69,3 homes.
La renda mediana per habitatge era de 22.344 $ i la renda mediana per família de 26.964 $. Els homes tenien una renda mediana de 23.750 $ mentre que les dones 19.750 $. La renda per capita de la població era de 14.272 $. Entorn del 7% de les famílies i el 14,9% de la població estaven per davall del llindar de pobresa.

## Poblacions més properes
El següent diagrama mostra les poblacions més properes.